# Big FU
«Big FU» — сингл французького діджея Девіда Ґетти, нігерійської співачки Айри Старр та американського репера Lil Durk, виданий Warner Music 27 жовтня 2023 р. Він посів 23-тю сходинку Billboard US Afrobeats Songs та 18-ту сходинку New Zealand Top 40.

## Опис
На пісню вплинули жанри гавз, фанк та афробітс. Вислів «Big FU» означає середній палець. 29 листопада 2023 року сталась прем'єра відеокліпу.